# Fußball-Weltmeisterschaft 2010/Portugal
Dieser Artikel behandelt die portugiesische Fußballnationalmannschaft bei der Fußball-Weltmeisterschaft 2010 in Südafrika.

## Qualifikation
Die Portugiesen starteten mit einem klaren Sieg auf Malta erfolgreich in die WM-Qualifikation. Im ersten Heimspiel gegen Dänemark führten die Portugiesen lange und mussten erst in der 83. Minute den Ausgleich durch Nicklas Bendtner hinnehmen, doch Deco gelang nur drei Minuten später die erneute Führung für Portugal. Die Gäste aus Dänemark schafften in den letzten fünf Minuten die Wende, als Christian Poulsen den Ausgleichstreffer erzielte und Daniel Jensen in der Nachspielzeit sogar den Sieg der Dänen sicherstellte.
Nach diesem Rückschlag folgten weitere Ergebnisse, die eine Teilnahme an der Weltmeisterschaft 2010 in weite Ferne rücken ließen, als die portugiesische Nationalmannschaft drei Partien in Folge jeweils ein 0:0-Unentschieden erreichte. Erst in der sechsten Partie der Qualifikation konnte Hugo Almeida in Tirana den Bann brechen, als er die Gäste in Führung brachte. Nachdem kurz darauf Erjon Bogdani für Albanien ausgleichen konnte, gelang Bruno Alves erst in der Nachspielzeit der erlösende Siegtreffer. In den darauffolgenden vier Partien konnten sich die Portugiesen steigern, als sie ein Remis in Dänemark erreichten, zweimal Ungarn schlugen und zum Abschluss der Qualifikation Malta besiegten.
Nach zehn Partien in der Gruppe belegte Portugal den zweiten Rang und kämpfte in zwei Play-off-Partien gegen Bosnien und Herzegowina um eine Teilnahme an der Weltmeisterschaft. Die Portugiesen konnten sowohl das Hin- als auch das Rückspiel mit 1:0 für sich entscheiden und qualifizierten sich damit für die Fußball-Weltmeisterschaft 2010. Bester Torschütze Portugals während der Qualifikation war Simão, der vier Tore erzielen konnte. Portugal startete die Weltmeisterschaft 2010 in einer Gruppe mit der Elfenbeinküste, Nordkorea und Brasilien.
|  | Malta – Portugal                                                            |  | 0:4 (0:1) |
|  | Torschützen: Brian Said (Eigentor), Hugo Almeida, Simão, Nani               |  |           |
|  | Portugal – Dänemark                                                         |  | 2:3 (1:0) |
|  | Torschützen: Nani, Deco; Nicklas Bendtner, Christian Poulsen, Daniel Jensen |  |           |
|  | Schweden – Portugal                                                         |  | 0:0 (0:0) |
|  | Torschützen: Fehlanzeige                                                    |  |           |
|  | Portugal – Albanien                                                         |  | 0:0 (0:0) |
|  | Torschützen: Fehlanzeige                                                    |  |           |
|  | Portugal – Schweden                                                         |  | 0:0 (0:0) |
|  | Torschützen: Fehlanzeige                                                    |  |           |
|  | Albanien – Portugal                                                         |  | 1:2 (1:1) |
|  | Torschützen: Erjon Bogdani; Hugo Almeida, Bruno Alves                       |  |           |
|  | Dänemark – Portugal                                                         |  | 1:1 (1:0) |
|  | Torschützen: Nicklas Bendtner; Liédson                                      |  |           |
|  | Ungarn – Portugal                                                           |  | 0:1 (0:1) |
|  | Torschützen: Pepe                                                           |  |           |
|  | Portugal – Ungarn                                                           |  | 3:0 (1:0) |
|  | Torschützen: Simão (2), Liédson                                             |  |           |
|  | Portugal – Malta                                                            |  | 4:0 (2:0) |
|  | Torschützen: Nani, Simão, Miguel Veloso, Arnaldo Edi Lopes da Silva         |  |           |
|  | Portugal – Bosnien und Herzegowina                                          |  | 1:0 (1:0) |
|  | Torschützen: Bruno Alves                                                    |  |           |
|  | Bosnien und Herzegowina – Portugal                                          |  | 0:1 (0:0) |
|  | Torschützen: Raúl Meireles                                                  |  |           |

## Portugiesisches Aufgebot
Portugals Nationaltrainer Carlos Queiroz gab am 10. Mai 2010 das aus 24 Spielern bestehende vorläufige Aufgebot bekannt, zudem wurden mit Rui Patrício, João Moutinho (beide Sporting Lissabon), Manuel Fernandes (FC Valencia), Ariza Makukula (Kayserispor), Eliseu (Real Saragossa) und Rúben Amorim (Benfica Lissabon) sechs Spieler auf Abruf nominiert. Am 1. Juni wurde mit dem Verzicht auf Zé Castro die endgültige Kadergröße erreicht. Am 8. Juni 2010 verletzte sich Nani an der Schulter. Für ihn wurde Ruben Amorim nachnominiert.
Der 23-Mann-Kader:
| Nr.               | Name              | Verein vor WM-Beginn   | Geburtstag | Spiele   | Tore     |          |          |          |          |
| Torhüter          | Torhüter          | Torhüter               | Torhüter   | Torhüter | Torhüter | Torhüter | Torhüter | Torhüter | Torhüter |
| ----------------- | ----------------- | ---------------------- | ---------- | -------- | -------- | -------- | -------- | -------- | -------- |
| 1                 | Eduardo           | Sporting Braga         | 19.09.1982 | 4        | 0        | 0        | 0        | 0        |          |
| 12                | Beto              | FC Porto               | 01.05.1982 | 0        | 0        | 0        | 0        | 0        |          |
| 22                | Daniel Fernandes  | Iraklis Thessaloniki   | 25.09.1983 | 0        | 0        | 0        | 0        | 0        |          |
| Abwehrspieler     |                   |                        |            |          |          |          |          |          |          |
| 2                 | Bruno Alves       | FC Porto               | 27.11.1981 | 4        | 0        | 0        | 0        | 0        |          |
| 3                 | Paulo Ferreira    | FC Chelsea             | 18.01.1979 | 1        | 0        | 0        | 0        | 0        |          |
| 4                 | Rolando           | FC Porto               | 31.08.1985 | 0        | 0        | 0        | 0        | 0        |          |
| 6                 | Ricardo Carvalho  | FC Chelsea             | 18.05.1978 | 4        | 0        | 0        | 0        | 0        |          |
| 13                | Miguel            | FC Valencia            | 04.01.1980 | 1        | 0        | 0        | 0        | 0        |          |
| 15                | Pepe              | Real Madrid            | 26.02.1983 | 2        | 0        | 1        | 0        | 0        |          |
| 21                | Ricardo Costa     | OSC Lille              | 16.05.1981 | 2        | 0        | 0        | 0        | 1        |          |
| 23                | Fábio Coentrão    | Benfica Lissabon       | 11.03.1988 | 4        | 0        | 1        | 0        | 0        |          |
| Mittelfeldspieler |                   |                        |            |          |          |          |          |          |          |
| 5                 | Duda              | FC Málaga              | 27.06.1980 | 2        | 0        | 1        | 0        | 0        |          |
| 8                 | Pedro Mendes      | Sporting Lissabon      | 26.02.1979 | 4        | 0        | 1        | 0        | 0        |          |
| 10                | Danny             | Zenit Sankt Petersburg | 07.08.1983 | 3        | 0        | 0        | 0        | 0        |          |
| 11                | Simão Sabrosa     | Atlético Madrid        | 31.10.1979 | 4        | 1        | 0        | 0        | 0        |          |
| 14                | Miguel Veloso     | Sporting Lissabon      | 11.05.1986 | 2        | 0        | 0        | 0        | 0        |          |
| 16                | Raúl Meireles     | FC Porto               | 17.03.1983 | 4        | 1        | 0        | 0        | 0        |          |
| 17                | Rúben Amorim      | Benfica Lissabon       | 27.01.1985 | 1        | 0        | 0        | 0        | 0        |          |
| 19                | Tiago             | Atlético Madrid        | 02.05.1981 | 4        | 2        | 2        | 0        | 0        |          |
| 20                | Deco              | FC Chelsea             | 27.08.1977 | 1        | 0        | 0        | 0        | 0        |          |
| Stürmer           |                   |                        |            |          |          |          |          |          |          |
| 7                 | Cristiano Ronaldo | Real Madrid            | 05.02.1985 | 4        | 1        | 1        | 0        | 0        |          |
| 9                 | Liédson           | Sporting Lissabon      | 17.12.1977 | 3        | 1        | 0        | 0        | 0        |          |
| 18                | Hugo Almeida      | SV Werder Bremen       | 23.05.1984 | 2        | 1        | 1        | 0        | 0        |          |
| Trainer           |                   |                        |            |          |          |          |          |          |          |
|                   | Carlos Queiroz    |                        | 01.03.1953 |          |          |          |          |          |          |

## Spiele

### Vorrunde
| Rang | Land           | Tore | Punkte |
| ---- | -------------- | ---- | ------ |
| 1    | Brasilien      | 5:2  | 7      |
| 2    | Portugal       | 7:0  | 5      |
| 3    | Elfenbeinküste | 4:3  | 4      |
| 4    | Nordkorea      | 1:12 | 0      |

Nach einem langsamen Turnierbeginn mit einem torlosen Remis gegen die Elfenbeinküste, kamen die Portugiesen gegen Nordkorea in Spiellaune. Mit 7:0 schickten sie die Asiaten vom Platz und erzielten damit den höchsten Sieg des Turniers. Die hervorragende Tordifferenz machte es danach möglich, sich mit einem Unentschieden gegen Brasilien im letzten Spiel das Weiterkommen als Gruppenzweiter zu sichern.
- Dienstag, 15. Juni 2010, 16 Uhr in Port Elizabeth
 Elfenbeinküste –  Portugal 0:0
- Montag, 21. Juni 2010, 13.30 Uhr in Kapstadt
 Portugal –  Nordkorea 7:0 (1:0)
- Freitag, 25. Juni 2010, 16 Uhr in Durban
 Portugal –  Brasilien 0:0

## Finalrunde

### Achtelfinale
Die Auswahl Portugals traf als Zweiter der Gruppe G im Achtelfinale auf das Nachbarland Spanien, den Sieger der Gruppe H.
- Dienstag, 29. Juni 2010; 20:30 Uhr in Kapstadt
 Spanien –  Portugal 1:0 (0:0)